# Quebrada Doña Inés
La  quebrada Doña Inés es un lecho seco de agua que nace se inicia en el cerro homónimo y sigue con dirección al sur hasta terminar en el salar de Pedernales de la Región de Atacama.
No debe ser confundida con la quebrada Doña Inés Chica, cercana, pero que pertenece a la cuenca del río Salado de Chañaral.

## Historia
Luis Risopatrón lo describe en su Diccionario Jeográfico de Chile de 1924:: 303 
Doña Inés (Quebrada de) 26° 06' 69° 17'. Seca, de corta estension, corre hácia el S, al pié W del cerro del mismo nombre i desemboca en el estremo NW del salar de Pedernales. 117, p. 103.